# Lengua administrativa
La lengua administrativa es aquella que es adoptada como única para ser utilizada en la comunicación de una Institución o un estado. El concepto de lengua administrativa está relacionado con el concepto de lengua oficial, que sería aquella que todos los súbditos de un Estado, por una legislación superior, tienen obligación de conocer. Esto significa que todas las lenguas oficiales son administrativas, pero no todas las administrativas son oficiales. 
También se relaciona con los conceptos de:
- Lengua diplomática (la usada en las relaciones internacionales, como lo fueron el caldeo, el arameo, el griego y el latín en la Antigüedad, el mismo latín en la Edad Media occidental y en los primeros tiempos de la Edad Moderna; el español en los siglos XVI y XVII; el francés en el siglo XVIII y XIX y el inglés desde mediados del XX hasta nuestros días).
- Lengua de comunicación (la que utilizan una serie de comunidades con intereses comunes, aunque no todas ellas la tengan como vernácula; por ejemplo, el español en América, o el uso del inglés en la comunidad científica).
- Lengua comercial (la que se usa para establecer y mantener relaciones comerciales, como el chino mandarín en el comercio oriental, o el inglés en el mundo económico actual; véase lingua franca).

Las primeras lenguas administrativas en Occidente fueron el griego y el latín: su aplicación supuso la desaparición de la mayor parte de las lenguas prerromanas occidentales y orientales durante el Imperio. En la Edad Media, el latín fue sustituido, poco a poco, por los romances y las lenguas germánicas. La primera lengua moderna que puede ser considerada como administrativa es el castellano, según las ordenaciones de mediados del siglo XIII de Alfonso X el Sabio, quien lo impuso en toda la administración de la Corona de Castilla. En el siglo XIV, el castellano se convirtió en lengua administrativa en Aragón y Navarra, sustituyendo al latín y al navarro-aragonés. Poco a poco, todas las Cortes europeas fueron asumiendo sus lenguas vernáculas como administrativas, proceso que culminó a fines del siglo XV.
A partir de 1500, la tendencia a la multiplicación de lenguas administrativas se ha invertido, ya que impedía el buen gobierno de los Estados que se aglutinaron en esta época. Así, es Francisco I de Francia el primer monarca que impuso una lengua sobre las demás que se usaban en su reino: en 1501 prohibió el uso de cualquier lengua que no fuese el francés en la comunicación administrativa y en el ámbito judicial. Este ejemplo se siguió en los Estados italianos (que fueron adoptando el toscano), en el Sacro Imperio (donde se generalizó el alemán, arrinconando variantes germánicas, lenguas eslavas y fino-ugrias) y en Gran Bretaña (donde se prohibió el uso administrativo de las lenguas célticas), y, ya en el siglo XVIII, en España (donde se impuso el uso administrativo del castellano a todos los territorios; véase Decretos de Nueva Planta).